# Dorfkirche Heinersdorf (Steinhöfel)

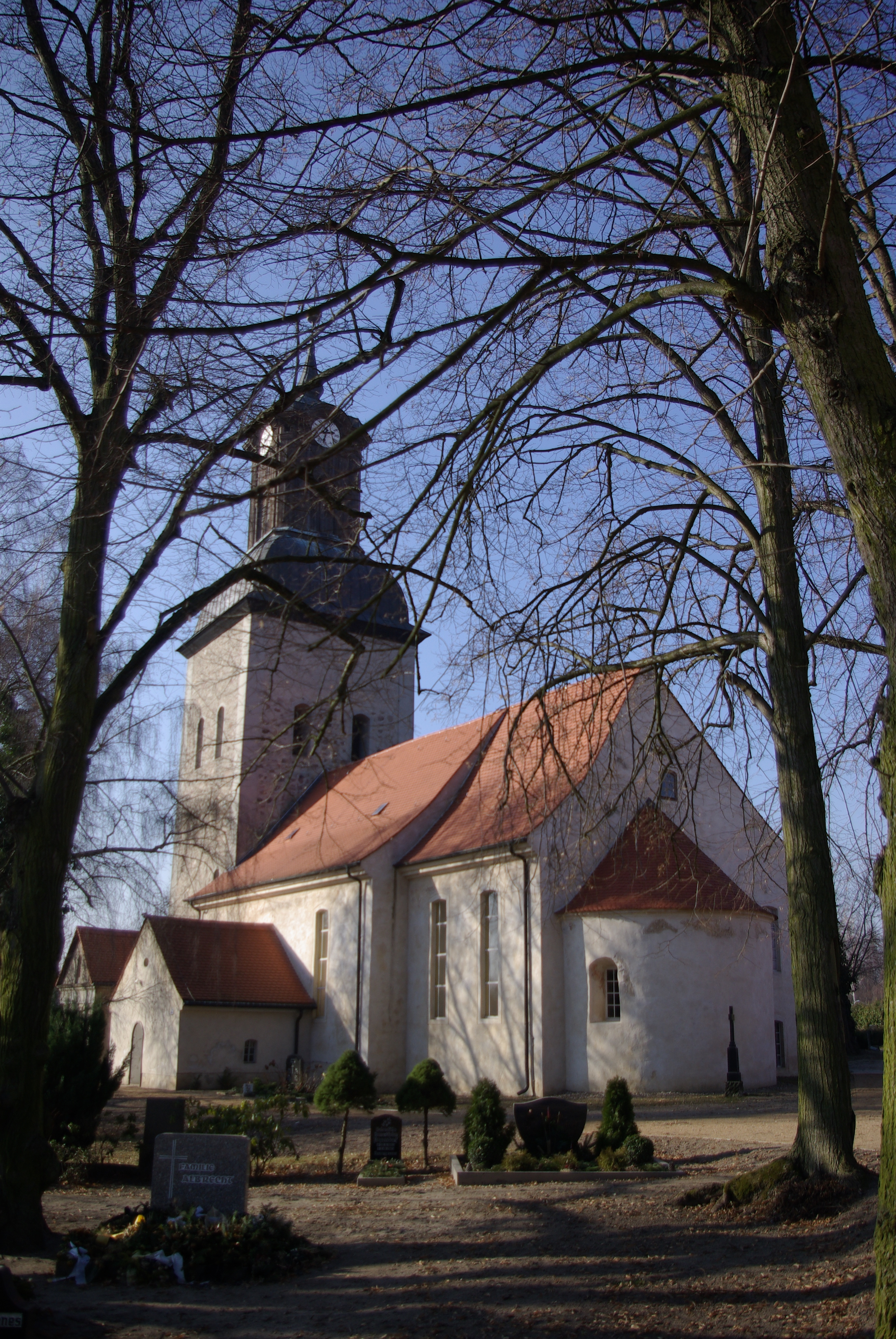
Dorfkirche Heinersdorf

Die evangelische Dorfkirche Heinersdorf ist eine Feldsteinkirche aus dem zweiten Viertel des 13. Jahrhunderts in Heinersdorf, einem Ortsteil der Gemeinde Steinhöfel im Landkreis Oder-Spree im Land Brandenburg. Die Kirchengemeinde gehört zum Kirchenkreis Oderland-Spree der Evangelischen Kirche Berlin-Brandenburg-schlesische Oberlausitz.

## Lage
Die Hauptstraße führt von Südwesten kommend in nordöstlicher Richtung durch den Ort. Nordwestlich liegt der Heinersdorfer See. Zwischen See und Hauptstraße steht das Bauwerk auf einem Kirchfriedhof, der mit einer Mauer aus unbehauenen und nicht lagig geschichteten Feldsteinen eingefriedet ist.

## Geschichte
Das Bauwerk entstand in seinem Kern in der zweiten Hälfte des 13. Jahrhunderts unter dem Einfluss des Templerordens. Im 14. oder 15. Jahrhundert errichteten Handwerker den Westturm und erweiterten die Kirche damit zur vollständigen Anlage. Im Dreißigjährigen Krieg wurde auch dieses Bauwerk schwer beschädigt und durch den Kirchenpatron Franz von Meinders, der gleichzeitig auch kurbrandenburgischer Minister und Diplomat unter Friedrich Wilhelm und Friedrich III. war, wiederaufgebaut. 1752 kam es zu einem Brand, bei dem die Kirche abermals schwer beschädigt wurde. Der amtierende Kirchenpatron Martin Horn begann zügig mit dem Wiederaufbau, veränderte dabei aber ihr Aussehen und schaffte eine neue Kirchenausstattung an. Im Zuge dieser Baumaßnahmen ließ er die Fenster vergrößern und eine Südvorhalle sowie an der Nordseite des Chors eine Sakristei errichten. Der Kirchturm erhielt eine Turmhaube mit Turmuhr und Laterne. Die Arbeiten wurden durch den Siebenjährigen Krieg verzögert und zogen sich daher von 1754 bis 1764. Im Innenraum errichteten Handwerker eine Hufeisenempore und bauten ein neues Gestühl ein. Horn erwarb einen neuen Kanzelaltar und ließ eine neue Glocke gießen. Am 14. Oktober 1764 feierte die Gemeinde den ersten Gottesdienst in den renovierten Räumlichkeiten. Oberhalb der Sakristei entstand im dritten Viertel des 18. Jahrhunderts eine Patronatsloge. 1837 erwarb die Kirchengemeinde eine Orgel; 1846 neue Fenster. Im Jahr 1893 ließ die damalige Kirchenpatronin Anna Schulz von Heinersdorf eine Heizungsanlage einbauen. Ein Jahr später stiftete sie einen Kronleuchter, der seit dieser Zeit im Kirchenschiff hängt. 1911 erfolgte eine grundlegende Sanierung. Dabei wurde der Innenraum neu ausgemalt und die Orgel ersetzt.
Im Zweiten Weltkrieg sowie den Nachkriegswirren gingen eine Vielzahl der Orgelpfeifen verloren. Das Instrument wurde unbespielbar und erst 1970 durch einen Orgelbauer notdürftig restauriert. Nach der Wende ließ die Kirchengemeinde im Jahr 1990 das Dach neu eindecken. 2001 sanierte die Firma Sauer auf Grundlage eines von ihr angefertigten Gutachtens das Instrument. Sie stellte dabei bis zum Jahr 2011 die ursprüngliche Disposition aus dem Jahr 1911 wieder her. 2003 wurde das Dachtragwerk saniert und ein Schwammbefall am Dachstuhl bekämpft. Anschließend sanierten Handwerker die Fassade sowie die Fenster und Türen des Bauwerks. Ein Förderverein setzt sich für eine historische Rekonstruktion des Innenraums ein.

## Baubeschreibung
Das Bauwerk wurde im Wesentlichen aus Feldsteinen errichtet, die anschließend weitgehend verputzt wurden. Die halbrunde Apsis ist stark eingezogen und besitzt an der Nord- und Südseite je ein segmentbogenförmiges Fenster. Daran schließt sich nach Westen der ebenfalls eingezogene Chor an. An seiner Nordseite ist im unteren Geschoss eine Sakristei, darüber eine Patronatsloge. An der Ostwand ist eine Pforte sowie ein segmentbogenförmiges Fenster. Im Giebel ist ein weiteres Fenster. Der Chor hat einen rechteckigen Grundriss sowie an der Südseite zwei hohe, gedrückt-segmentbogenförmige Fenster, die sich annähernd über die Höhe der Fassade erstrecken.
Daran schließt sich das Kirchenschiff an. Es hat ebenfalls einen rechteckigen Grundriss und hohe, segmentbogenförmige Fenster. An der Südseite ist ein rechteckiger Vorbau, der von Süden her über eine Pforte betreten werden kann. Die Langseiten von Chor und Schiff haben am Übergang zum Dach eine umlaufende Voute. Chor, Schiff und Vorbau tragen jeweils ein schlichtes Satteldach.
Im Westen des Bauwerks ist der quadratische Kirchturm, der gegenüber dem Schiff nur leicht eingezogen ist. Er ist nur auf seiner Westseite verputzt und besitzt dort eine rechteckige Pforte. Die übrigen Seiten zeigen unregelmäßig geschichtete und unbehauene Feldsteine. Südlich ist ein weiterer Anbau mit einem rechteckigen Grundriss. In seinem mittleren Geschoss sind an jeder Seite je zwei segmentförmige Klangarkaden. Oberhalb des Glockengeschosses ist eine geschweifte Haube mit einer hölzernen Laterne. Darin ist eine Turmuhr verbaut; darüber eine Turmkugel mit Wetterfahne und Stern.

## Ausstattung

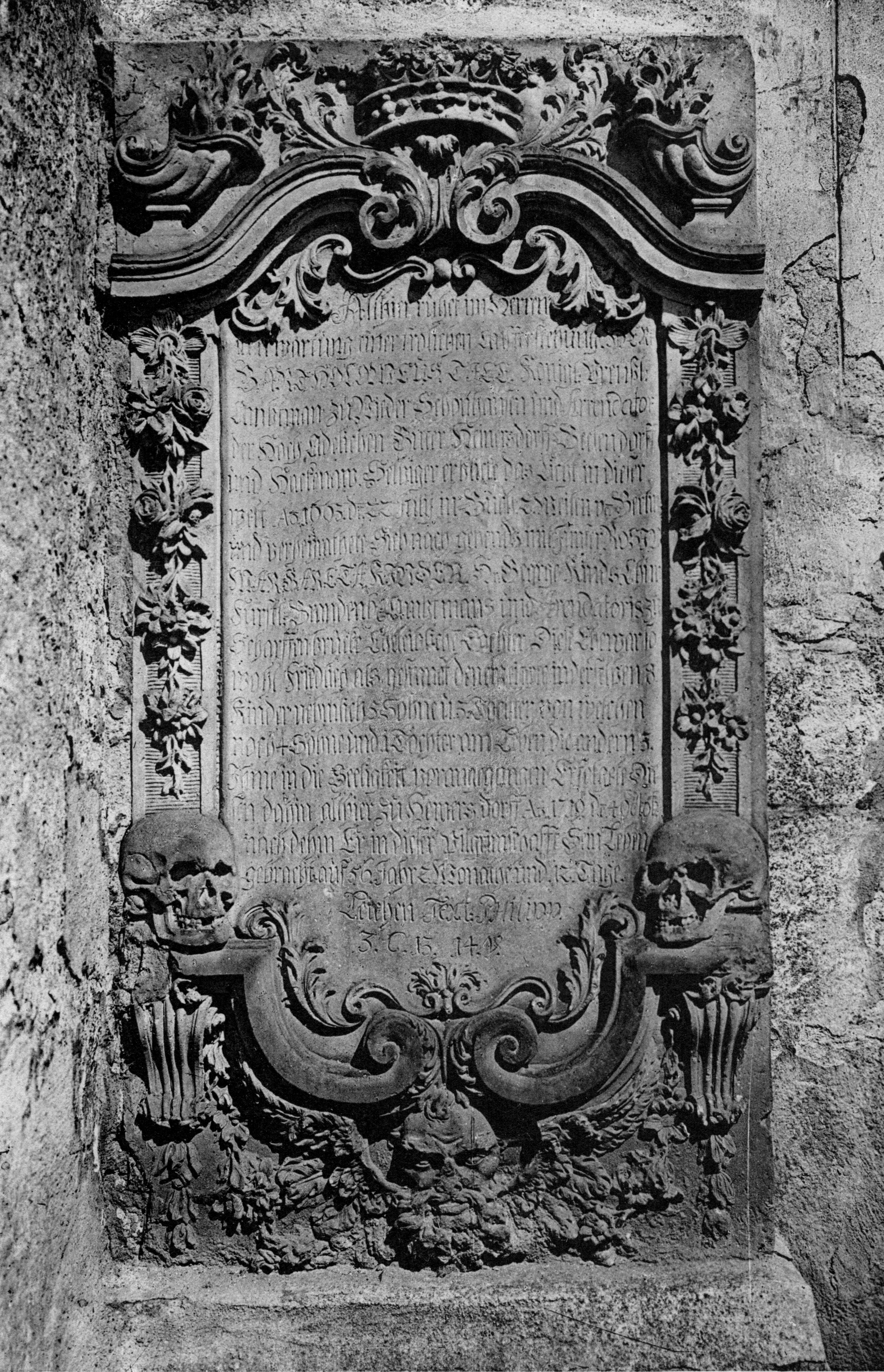
Epitaph für den Amtmann B. Tile

Den Kanzelaltar schuf der Tischler Schultze aus Arnswalde im Jahr 1764 nach italienischem Vorbild. Er besteht aus zwei mächtigen, mit Akanthus verzierten Säulen, die einen viereckig gebrochenen Giebel tragen. Mittig ist ein polygonaler Kanzelkorb, darüber ein polygonaler Schalldeckel, der von einer Strahlensonne gekrönt wird.
An der nördlichen Wand des Langhauses hängen unterhalb der Empore zwei Epitaphe. Zwei weitere Gedenktafeln erinnern an die Gefallenen aus dem Ersten und Zweiten Weltkrieg.
Am Übergang vom Schiff zum Chor befindet sich ein rundbogiger Triumphbogen. Das Bauwerk ist in seinem Innern flach gedeckt. Die hölzerne Hufeisenempore von 1762 steht auf ionischen Säulen.

## Orgel
1837 errichtete der Orgelbauer Friedrich Leopold Morgenstern aus Guben auf der Westempore eine Orgel. Sie wurde bei der Renovierung im Jahr 1911 durch eine Sauer-Orgel ersetzt. Das Instrument mit dem Opus 1111 besitzt zwei Manuale und 12 Register. Beim Umbau wurde jedoch das originale Prospekt von 1837 beibehalten. Im Zweiten Weltkrieg sowie in der Nachkriegszeit gingen zahlreiche Orgelpfeifen verloren, so dass das Instrument schließlich unbespielbar wurde. 1970 baute ein unbekannter Handwerker das erste Manual wieder auf. Eine professionelle Restauration erfolgte jedoch erst wieder zu Weihnachten 2011, nachdem die Firma Sauer den ursprünglichen Zustand aus dem Jahr 1911 wiederhergestellt hatte. Die Arbeiten wurden von einem Freundeskreis unterstützt.
Im Turm hängt eine Glocke aus Bronze, die J. F. Thiele im Jahr 1764 in Berlin goss.